# Boulanger (tienda)
Boulanger es una cadena de establecimientos de grandes superficies, propiedad del grupo francés Mulliez, dedicada a la venta de electrodomésticos y electrónica.
Sigue activa en el mercado francés, aunque abandonó España en 2009.

## Cronología
- 1954. Apertura de la primera tienda Boulanger. Al abrirse 30 tiendas, Boulanger afirma su diferencia desarrollando un servicio postventa.
- 1986. Boulanger se une al Grupo Auchan, y adquiere una dimensión nacional.
- 1990. Boulanger da un paso adelante proponiendo todas las nuevas tecnologías de comunicación, cuyo desenlace es el multimedia. Nace un nuevo proyecto, centrado en la satisfacción total del cliente.
- 1995. Más del 80% de los empleados de Boulanger son accionistas de la empresa.
- 1998. Boulanger abre 2 tiendas en Madrid. Creación de la fundación de empresa Boulanger.
- 2000. Boulanger focaliza su dinámica comercial en el acompañamiento personalizado del cliente. La empresa pone en marcha una política de expansión nacional e internacional, lo que supone numerosas contrataciones de personal.
- 2001. Más del 95% de los empleados son accionistas de la empresa.
- 2004. Apertura de la 74.ª tienda francesa en Dijon. Apertura de la 7ª tienda española en Roquetas
- 2005. Apertura de 2 centros nuevos en España (Mijas Costa y Aldaya (Valencia)), empleando un nuevo concepto de tienda
- 2008. Apertura de otra tienda en la ciudad de Málaga
- En 2009 las 9 tiendas pertenecientes a Boulanger España, son adquiridas por la cadena portuguesa Worten.